# Sam Woodyard

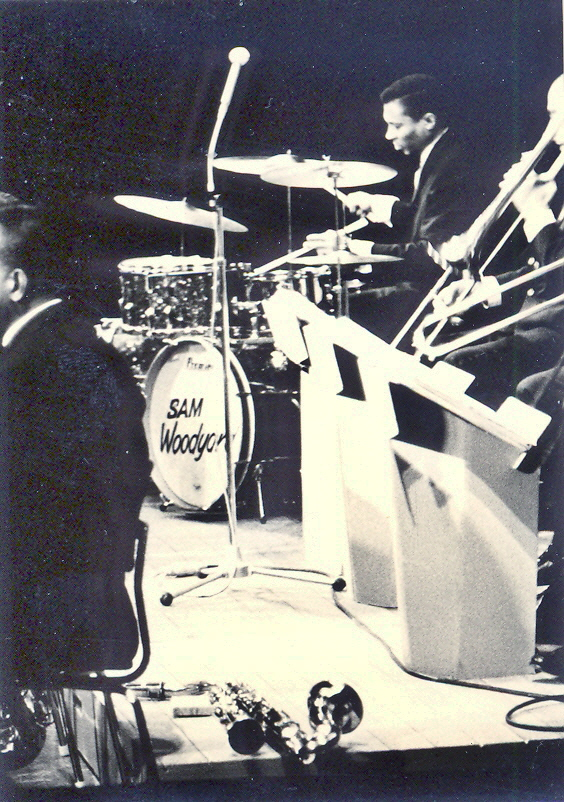
Sam Woodyard 1965

Samuel "Sam" Woodyard (* 7. Januar 1925 in Elizabeth (New Jersey); † 20. September 1988 in Paris) war ein US-amerikanischer Jazz-Schlagzeuger, der das Spiel auf zwei Basstrommeln populär machte.

## Leben und Wirken
Sam Woodyard begann seine Musikerkarriere in einer lokalen Rhythm-and-Blues-Gruppe von Paul Gayton um 1950. Danach spielte er 1951 bei Joe Holiday, 1952 bei Roy Eldridge und von 1953 bis 1955 bei Milt Buckner, bevor er 1955 Mitglied des Duke-Ellington-Orchesters wurde, dem er (mit Unterbrechungen) bis 1968 angehörte. Er bildete außerdem ein Duo mit Jimmy Johnson und trat mit Mercer Ellington auf. Nach seinem Ausstieg bei Ellington zog er nach Los Angeles und wurde u. a. Begleitmusiker von Ella Fitzgerald. Er trat in den 1970er Jahren aus gesundheitlichen Gründen nur noch selten und dann vornehmlich als Perkussionist auf, wie in Buddy Richs Big Band 1974.
Im Jahr 1975 zog Woodyard nach Paris, spielte dort mit der Paris Reunion Band von Nat Adderley und gastierte auch in Deutschland. In den späten 1970er Jahren tourte er mit der Band von Claude Bolling. Seine letzte musikalische Aktivität war die Mitwirkung an dem Album The Door von Steve Lacy; einen Monat später starb er in Paris infolge einer Krebserkrankung.
Duke Ellington pries den energiegeladenen rhythm maker Woodyard als seinen besten Drummer seit Louie Bellson. In seiner Autobiographie schrieb er: Er ist nicht darauf aus, sich in den Vordergrund und andere in den Schatten zu drängen. Er möchte einfach nur dabei sein und mit Körper, Seele, Kopf und Puls auf seinem Instrument, seinen Trommeln spielen.. Kein Bum-Wum, keine unnötige Lautstärke, volles Volumen nur dort, wo es angebracht ist. Wenn er spielt, scheint er immer drauf und dran zu sein, eine erotische Beziehung zu seinem Schlagzeug aufzunehmen, was mich zu dem Titel "A Drum Is A Woman" anregte.

## Auswahldiskografie

### Wichtige Alben mit Duke Ellington
- Ellington at Newport (1956)
- Such Sweet Thunder (1956/57)
- Black, Brown And Beige (1958)
- Live At Newport (1958, alle Columbia Records)
- The Cosmic Scene: Duke Ellington’s Spacemen (1958)
- Live at the Newport Jazz Festival ’59 (Emarcy, 1959), Blues In Orbit (Columbia, 1955/59),
- Duke Ellington Meets Coleman Hawkins (Impulse! Records, 1962)
- Duke Ellington And John Coltrane (Impulse!, 1962), Harlem (Pablo, 1964)
- The Great Paris Concert (1963)
- ...And His Mother Called Him Bill (RCA, 1967)

### Weitere Aufnahmen als Sideman
- Harold Ashby: Scufflin’ (Black & Blue, 1978)
- Jimmy Hamilton & His Orchestra: Swing Low Sweet Clarinet (Fresh Sound, 1960)
- Johnny Hodges: At Sportpalast; Berlin (Pablo, 1961)
- With Billy Strayhorn And The Orchestra (Verve, 1961)
- Lionel Hampton: Ring Dem Vibes (Emarcy, 1976)
- Quincy Jones: The Birth Of A Band (Mercury, 1959)
- Clark Terry And His All Stars: Duke With A Difference (Riverside/OJC, 1957)
- Ben Webster: The Soul of Ben Webster (Verve, 1957–1958)
- Marcel Zanini: Lotus (Black & Blue, 1976, 1985)
- Dave Burrell  / Sam Woodward: The Lost Session, Paris 1979 (2025)

## Belege und Anmerkungen
1. ↑  Zuvor hatte Regisseur Bertrand Tavernier mit anderen eine „Assoziation der Freunde Woodyards“ zu seiner Unterstützung gegründet. Nach: Nachruf
2. ↑  zit. nach Kunzler, S. 1308

| Personendaten    | Personendaten                         |
| ---------------- | ------------------------------------- |
| NAME             | Woodyard, Sam                         |
| ALTERNATIVNAMEN  | Woodyard, Samuel (vollständiger Name) |
| KURZBESCHREIBUNG | US-amerikanischer Jazzschlagzeuger    |
| GEBURTSDATUM     | 7. Januar 1925                        |
| GEBURTSORT       | Elizabeth (New Jersey)                |
| STERBEDATUM      | 20. September 1988                    |
| STERBEORT        | Paris                                 |